# Левиньи
Левиньи́ (фр. Lévigny) — коммуна во Франции, находится в регионе Шампань — Арденны. Департамент — Об. Входит в состав кантона Сулен-Дюи. Округ коммуны — Бар-сюр-Об.
Код INSEE коммуны — 10403.
Коммуна расположена приблизительно в 185 км к востоку от Парижа, в 80 км южнее Шалон-ан-Шампани, в 50 км к востоку от Труа.

## Население
Население коммуны на 2008 год составляло 108 человек.
| 1962 | 1968 | 1975 | 1982 | 1990 | 1999 | 2008 |
| ---- | ---- | ---- | ---- | ---- | ---- | ---- |
| 117  | 132  | 108  | 107  | 101  | 109  | 108  |

## Экономика
В 2007 году среди 66 человек в трудоспособном возрасте (15—64 лет) 52 были экономически активными, 14 — неактивными (показатель активности — 78,8 %, в 1999 году было 80,6 %). Из 52 активных работали 50 человек (27 мужчин и 23 женщины), безработных было 2 (2 мужчины и 0 женщин). Среди 14 неактивных 4 человека были учениками или студентами, 6 — пенсионерами, 4 были неактивными по другим причинам.

## Фотогалерея

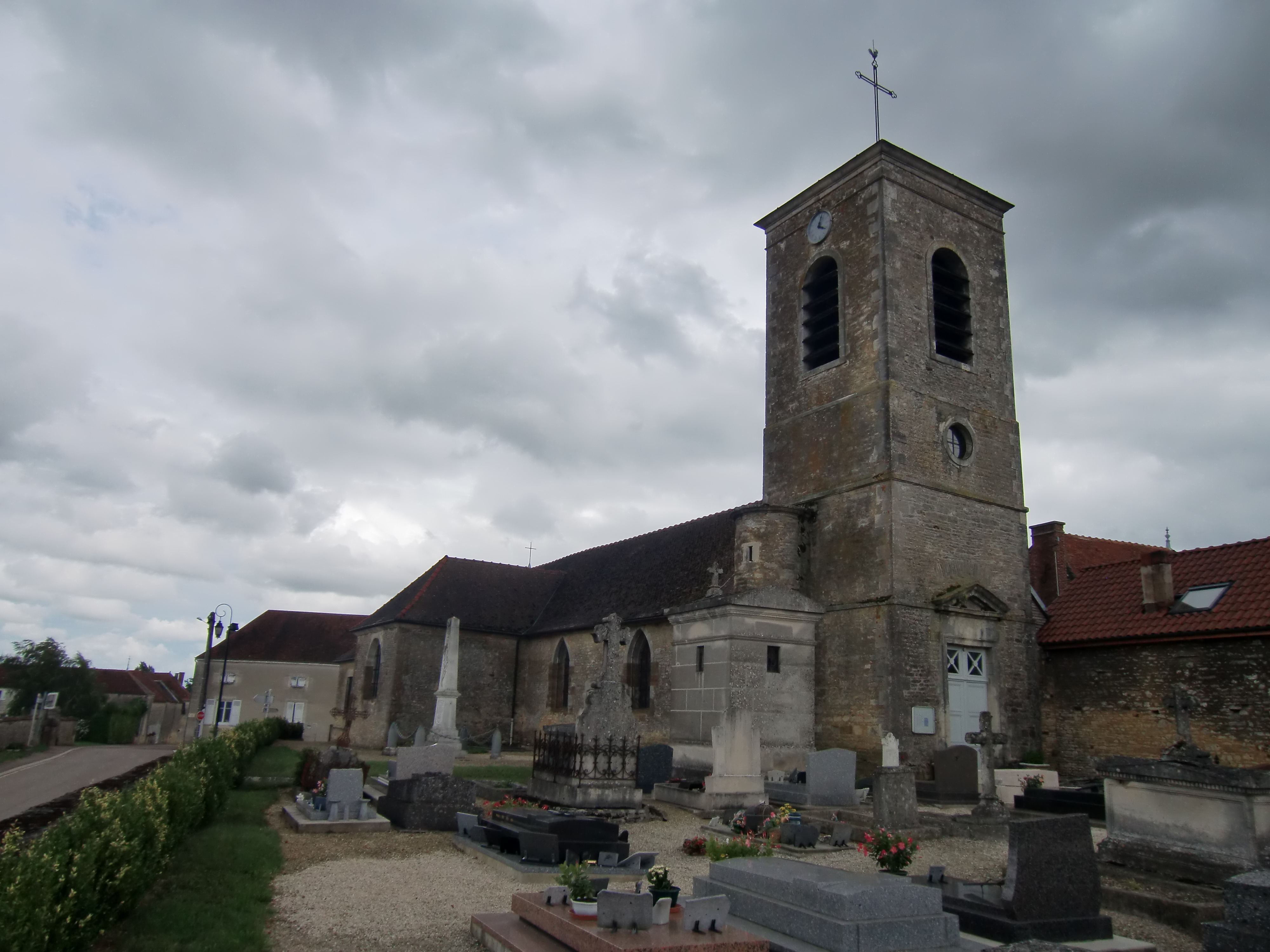
Церковь
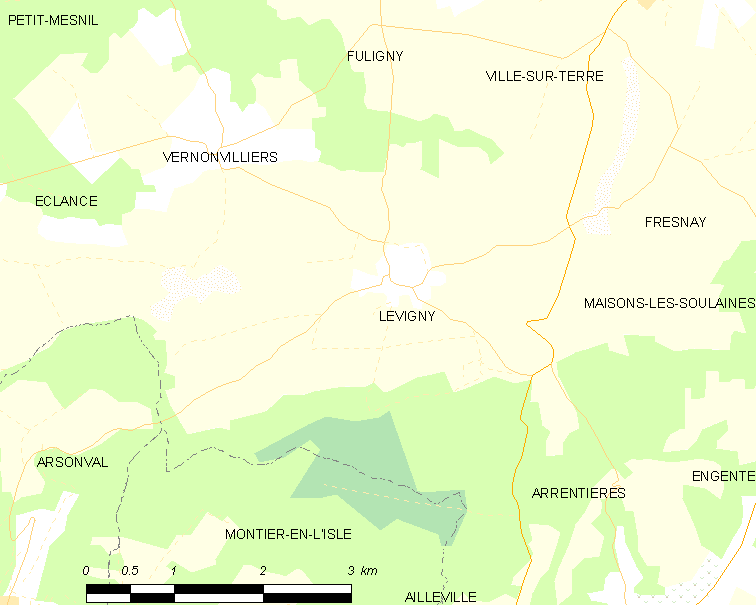
Карта коммуны